# Sítio do Picapau Amarelo (álbum de 2001)
Sítio do Picapau Amarelo (2001) é a trilha sonora da série de televisão brasileira de mesmo nome. O álbum foi lançado em 2001 pela gravadora Som Livre, que carrega a trilha sonora do seriado com músicas já conhecidas do grande público, pois boa parte das canções são regravações das músicas da primeira versão do Sítio do Picapau Amarelo (como Sítio do Picapau Amarelo & Vol. 2 em 1977 a 1979) feita pela Rede Globo na década de 70, trazendo apenas 5 canções inéditas, foi lançado no fim de ano de 2001 juntamente com um VHS do primeiro episódio do seriado "Reino das Águas Claras".

## História
A primeira exibição foi a primeira versão foi em 1952, que foi exibido pela extinta Rede Tupi estreou em 3 de junho de 1952 e saiu no ar em 6 de março de 1963, Em 1964 estreou na versão exibido pela TV Cultura em São Paulo, Ela foi produzida durante seis meses mas não repetiu o sucesso alcançado na TV Tupi. Em 1967, Júlio Gouveia e Tatiana Belinky criaram uma nova série do Sítio, agora pela Rede Bandeirantes, que ficou três anos no ar. 
A primeira versão foi no Sítio do Picapau Amarelo em 1977, estreou na primeira vez pela Rede Globo, com produção TVE em 7 de março de 1977 e quando termina em 31 de janeiro de 1986. Quando a Globo viria a produzir uma nova versão seriado brasileiro Sítio do Picapau Amarelo foi a estreia em sexta-feira no dia da criança em 12 de outubro de 2001 em 10:00 da manhã pela Rede Globo.
A história é entremeada por clipes de músicos e grupos consagrados como Gilberto Gil, Cássia Eller, Lenine, Ivete Sangalo, Carlinhos Brown, Cidade Negra, Jorge Foques, Jota Quest, Max Viana e Zeca Pagodinho. Os clipes da trilha sonora foi gravado do episódio do fim de ano foi "A Festa da Cuca" em 26 de dezembro de 2001.

## Ficha técnica
- Direção musical: Mariozinho Rocha
- Produtor musical: Ricardo Ottoboni
- Masterização: Sérgio Seabra

Capa
- Direção de arte: Marciso (Pena) Carvalho
- Projeto gráfico: Paulo Santos
- Fotos: Gianne Carvalho & João Miguel Junior

## Faixas
| N.º            | Título                              | Intérprete(s)                  | Duração |  |
| 1.             | "Sítio do Picapau Amarelo"          | Gilberto Gil                   | 3:12    |  |
| 2.             | "Narizinho"                         | Ivete Sangalo                  | 3:10    |  |
| 3.             | "Quindim"                           | Cidade Negra                   | 3:29    |  |
| 4.             | "A Cuca te Pega"                    | Cássia Eller                   | 3:22    |  |
| 5.             | "Ploquet Pluft Nhoque (Jaboticaba)" | Pato Fu                        | 1:50    |  |
| 6.             | "Pedrinho"                          | Jota Quest                     | 3:51    |  |
| 7.             | "Pererê Peralta (Saci)"             | Carlinhos Brown                | 3:09    |  |
| 8.             | "Rabicó"                            | Paulo Ricardo                  | 2:50    |  |
| 9.             | "Tia Nastácia"                      | Zeca Pagodinho                 | 3:32    |  |
| 10.            | "Tio Barnabé"                       | Max Viana                      | 4:06    |  |
| 11.            | "De Sabugo a Visconde"              | Lenine                         | 3:28    |  |
| 12.            | "O Reino das Águas Claras"          | Jorge Vercilo                  | 3:33    |  |
| 13.            | "Li Emi Ali Emília"                 | Jorge Foques & Tony King Brown | 3:55    |  |
| Duração total: | Duração total:                      | Duração total:                 | 43:27   |  |

## Lançamento
O CD do Sítio do Picapau Amarelo, foi lançado em 2001 pela Som Livre, juntamente em VHS no primeiro episódio do seriado "Reino das Águas Claras".